# Моррін
Моррін (англ. Morrin) — село в Канаді, у провінції Альберта, у складі муніципального району Стерленд.

## Населення
За даними перепису 2016 року, село нараховувало 240 осіб, показавши скорочення на 2,0%, порівняно з 2011-м роком. Середня густина населення становила 357,2 осіб/км².
З офіційних мов обидвома одночасно володіли 5 жителів, тільки англійською — 235. Усього 5 осіб вважали рідною мовою не одну з офіційних.
Працездатне населення становило 110 осіб (59,5% усього населення), рівень безробіття — 9,1% (0% серед чоловіків та 22,2% серед жінок). 90,9% осіб були найманими працівниками, а 9,1% — самозайнятими.
Середній дохід на особу становив $12 013 (медіана $12 002), при цьому для чоловіків — $12 013, а для жінок $12 013 (медіани — $12 002 та $12 002 відповідно).
33,3% мешканців мали закінчену шкільну освіту, не мали закінченої шкільної освіти — 19,4%, 47,2% мали післяшкільну освіту, з яких 23,5% мали диплом бакалавра, або вищий.
| Статево-вікова структура населення | Статево-вікова структура населення | Статево-вікова структура населення | Статево-вікова структура населення | Статево-вікова структура населення |
| ---------------------------------- | ---------------------------------- | ---------------------------------- | ---------------------------------- | ---------------------------------- |
|                                    |                                    |                                    |                                    |                                    |
| Всього                             | Всього                             | 52,1%47,9%                         |                                    |                                    |
| 0 — 14 років                       | 0 — 14 років                       |                                    | 16,3%                              | 16,3%                              |
| 15 — 64 років                      | 15 — 64 років                      |                                    | 63,3%                              | 63,3%                              |
| 65 і більше                        | 65 і більше                        |                                    | 20,4%                              | 20,4%                              |
| Середній вік (років)               | Середній вік (років)               | 40,744,0                           | 42,2                               | 42,2                               |
| Медіана (років)                    | Медіана (років)                    | 44,047,0                           | 44,6                               | 44,6                               |
| — чоловіки — жінки                 |                                    |                                    |                                    |                                    |

| Походження мешканців:     | Походження мешканців:     | Походження мешканців: | Походження мешканців: | Походження мешканців: |
| ------------------------- | ------------------------- | --------------------- | --------------------- | --------------------- |
| Походження                |                           |                       | осіб                  | %                     |
| Корінні американці        | Корінні американці        |                       | 15                    | 6.98%                 |
| Інше північноамериканське | Інше північноамериканське |                       | 50                    | 23.26%                |
| Європейське               | Європейське               |                       | 175                   | 81.4%                 |
| британське                | британське                |                       | 125                   | 58.14%                |
| французьке                | французьке                |                       | 15                    | 6.98%                 |
| Азійське                  | Азійське                  |                       | 10                    | 4.65%                 |

| Зайнятість населення за галузями (за класифікацією NOC): | Зайнятість населення за галузями (за класифікацією NOC): | Зайнятість населення за галузями (за класифікацією NOC): | Зайнятість населення за галузями (за класифікацією NOC): | Зайнятість населення за галузями (за класифікацією NOC): |
| -------------------------------------------------------- | -------------------------------------------------------- | -------------------------------------------------------- | -------------------------------------------------------- | -------------------------------------------------------- |
|                                                          |                                                          |                                                          |                                                          |                                                          |
| Управління                                               | Управління                                               |                                                          | 18,2%                                                    | 18,2%                                                    |
| Бізнес, фінанси та адміністрування                       | Бізнес, фінанси та адміністрування                       |                                                          | 9,1%                                                     | 9,1%                                                     |
| Освіта, правозахист, муніципальні та урядові служби      | Освіта, правозахист, муніципальні та урядові служби      |                                                          | 18,2%                                                    | 18,2%                                                    |
| Роздрібна торгівля та послуги                            | Роздрібна торгівля та послуги                            |                                                          | 27,3%                                                    | 27,3%                                                    |
| Гуртова торгівля, транспорт та обладнання                | Гуртова торгівля, транспорт та обладнання                |                                                          | 27,3%                                                    | 27,3%                                                    |

## Клімат
Середня річна температура становить 3,2°C, середня максимальна – 22,6°C, а середня мінімальна – -20°C. Середня річна кількість опадів – 392 мм.
| Клімат поселення                              | Клімат поселення | Клімат поселення | Клімат поселення | Клімат поселення | Клімат поселення | Клімат поселення | Клімат поселення | Клімат поселення | Клімат поселення | Клімат поселення | Клімат поселення | Клімат поселення | Клімат поселення |
| Показник                                      | Січ.             | Лют.             | Бер.             | Квіт.            | Трав.            | Черв.            | Лип.             | Серп.            | Вер.             | Жовт.            | Лист.            | Груд.            |                  |
| Середній максимум, °C                         | −5,79            | −1,99            | 3,50             | 11,68            | 17,89            | 22,07            | 22,60            | 22,08            | 16,91            | 10,73            | 1,34             | −5,27            |                  |
| Середня температура, °C                       | −12,88           | −9,08            | −3,6             | 4,60             | 10,82            | 14,98            | 16,86            | 16,34            | 11,18            | 5,00             | −4,4             | −11,01           |                  |
| Середній мінімум, °C                          | −19,96           | −16,17           | −10,69           | −2,5             | 3,72             | 7,90             | 11,12            | 10,60            | 5,42             | −0,76            | −10,14           | −16,74           |                  |
| Норма опадів, мм                              | 14               | 11               | 18               | 24               | 50               | 72               | 64               | 53               | 43               | 17               | 14               | 12               |                  |
| Середньомісячна швидкість вітру, м/с          | 3.90             | 3.70             | 4.00             | 4.20             | 4.20             | 3.90             | 3.50             | 3.30             | 3.63             | 4.00             | 4.10             | 4.00             |                  |
| Середньомісячна сонячна радіація, кДж/м²·день | 3995             | 7482             | 12659            | 17384            | 20696            | 22109            | 23068            | 19529            | 13480            | 8110             | 4177             | 3072             |                  |
| --------------------------------------------- | ---------------- | ---------------- | ---------------- | ---------------- | ---------------- | ---------------- | ---------------- | ---------------- | ---------------- | ---------------- | ---------------- | ---------------- | ---------------- |
| Джерело:                                      |                  |                  |                  |                  |                  |                  |                  |                  |                  |                  |                  |                  |                  |